# Vụ tai nạn tàu T195 Trung Quốc
Vụ tai nạn tàu T195 Trung Quốc là một vị tàu hỏa đâm vào nhau xảy ra vào sáng ngày 28 tháng 4 năm 2008, giữa Vương Thôn và Chu Thôn, gần Truy Bác, tỉnh Sơn Đông, Cộng hòa Nhân dân Trung Hoa.
Tàu T195 từ Ga Bắc Kinh đến Ga Tứ Phương, Thanh Đảo đã bị trật ray vào lúc 04h38 giờ chuẩn Trung Quốc (CST) ở bên trái đường ray ở một khúc cua và tàu 5034 từ Yên Đài đi Từ Châu đi theo hướng ngược lại bên tuyến ray song song đã đâm vào nó tại K290+940 m vào khoảng 04h41 CST.
Tai nạn đã gây tử vong cho 72 người và làm 416 bị thương. Vụ này xảy ra kho tàu T195 đang chạy trên một đoạn đường ray đang được bảo dưỡng trước kỳ Olympics 2008. Đoạn tuyến này là tuyến tạm và giới hạn tốc độ là 80 km/h nhưng tàu T195 đã chạy với tốc độ 131 km/h. Các toa 9-16 của T195 trật ray và làm phong tỏa đường ray song song kia khi tàu 5034 chạy đến. Đây là vụ tai nạn đường sắt gây tổn thất nhân mạng nhất kể từ vụ tai nạn năm 1997 tại Hồ Nam.